# Фернандо Батіста
Фернандо Батіста (ісп. Fernando Batista, нар. 20 серпня 1970, Буенос-Айрес) — аргентинський футболіст, що грав на позиції захисника. По завершенні ігрової кар'єри — тренер. З 2023 року очолює тренерський штаб команди Венесуела.
Виступав, зокрема, за клуб «Архентінос Хуніорс», а також молодіжну збірну Аргентини.

## Клубна кар'єра
У дорослому футболі дебютував 1989 року виступами за команду «Архентінос Хуніорс», у якій провів чотири сезони. 
Згодом з 1993 по 1998 рік грав у складі команд «Сан-Лоренсо» та «Годой-Крус».
Завершив ігрову кар'єру у команді «Олл Бойз», за яку виступав протягом 1998—2001 років.

## Виступи за збірну
У 1989 році залучався до складу молодіжної збірної Аргентини. На молодіжному рівні зіграв у 2 офіційних матчах.

## Кар'єра тренера
Розпочав тренерську кар'єру невдовзі по завершенні кар'єри гравця, у 2004 році в якості тренера молодіжної команди клубу «Сан-Лоренсо», де пропрацював з 2004 по 2007 рік.
У 2019 році став головним тренером команди Аргентина U-20, тренував молодіжну збірну Аргентини U-20 два роки.
Протягом тренерської кар'єри також очолював юнацькі та молодіжні збірні Вірменії та Аргентини.
З 2023 року очолює тренерський штаб команди Венесуела.
| Дата       | Місто        | Господарі         | Результат | Гості     | Турнір            | Голи                                         | Примітки       |
| ---------- | ------------ | ----------------- | --------- | --------- | ----------------- | -------------------------------------------- | -------------- |
| 24-3-2023  | Джидда       | Саудівська Аравія | 1 – 2     | Венесуела | товариський матч  | Хосе Андрес Мартінес Саломон Рондон          | Кап: Т. Рінкон |
| 28-3-2023  | Джидда       | Узбекистан        | 1 – 1     | Венесуела | товариський матч  | Александер Гонсалес                          | Кап: Т. Рінкон |
| 15-6-2023  | Вашингтон    | Венесуела         | 1 – 0     | Гондурас  | товариський матч  | Єферсон Сотельдо                             | Кап: Т. Рінкон |
| 18-6-2023  | Іст-Гартфорд | Венесуела         | 1 – 0     | Гватемала | товариський матч  | Янхель Еррера                                | Кап: Т. Рінкон |
| 7-9-2023   | Барранкілья  | Колумбія          | 1 – 0     | Венесуела | Відбір до ЧС 2026 |                                              | Кап: Т. Рінкон |
| 12-9-2023  | Матурін      | Венесуела         | 1 – 0     | Парагвай  | Відбір до ЧС 2026 | Саломон Рондон пен.                          | Кап: Т. Рінкон |
| 12-10-2023 | Куяба        | Бразилія          | 1 – 1     | Венесуела | Відбір до ЧС 2026 | Едуард Бельо                                 | Кап: Т. Рінкон |
| 17-10-2023 | Матурін      | Венесуела         | 3 – 0     | Чилі      | Відбір до ЧС 2026 | Єферсон Сотельдо Саломон Рондон Дарвін Мачіс | Кап: Т. Рінкон |
| 16-11-2023 | Матурін      | Венесуела         | 0 – 0     | Еквадор   | Відбір до ЧС 2026 |                                              | Кап: Т. Рінкон |
| Усього     |              | Матчів            | 9         |           | Голів             | 10                                           |                |